# Daan van Bunge
Daan Lodewijk Samuel van Bunge (19 oktober 1982, Voorburg) is een Nederlands cricketer en is een All-rounder. Hij is een rechtshandige batsman en is een leg spinbowler. 
Van Bunge heeft inmiddels veel internationale wedstrijden voor het Nederlands elftal gespeeld. Zijn eerste ODI-wedstrijd speelde hij in 2002 tegen Sri Lanka. Hij speelde op het WK 2003 en 2007. Onder groot publiek werd hij op het WK cricket 2003 bekend, toen hij 62 runs maakte tegen India. Ook presteerde hij in 2003 qua bowlen goed tegen bekende cricketlanden zoals Engeland, waartegen hij 4 wickets pakte. 
In 2003 werd hij geselecteerd voor het MCC jeugdelftal (MCC Youth Cricketers). Hij maakte daar 100 runs in slechts 38 ballen, een record voor dat team. Na 3 jaar, waarin hij 3400 runs maakte, keerde hij terug naar Nederland. Het was hem niet gelukt een contract te krijgen op het hoogste niveau. Hij speelt en coacht nu bij Excelsior '20 in Schiedam.